# كاثلين وينتيرز
كاثلين وينتيرز (بالإنجليزية: Kathleen Winters)‏ هي كاتبة سير وكاتِبة أمريكية، ولدت في 1949، وتوفيت في 2010.